# Videojoc multijugador

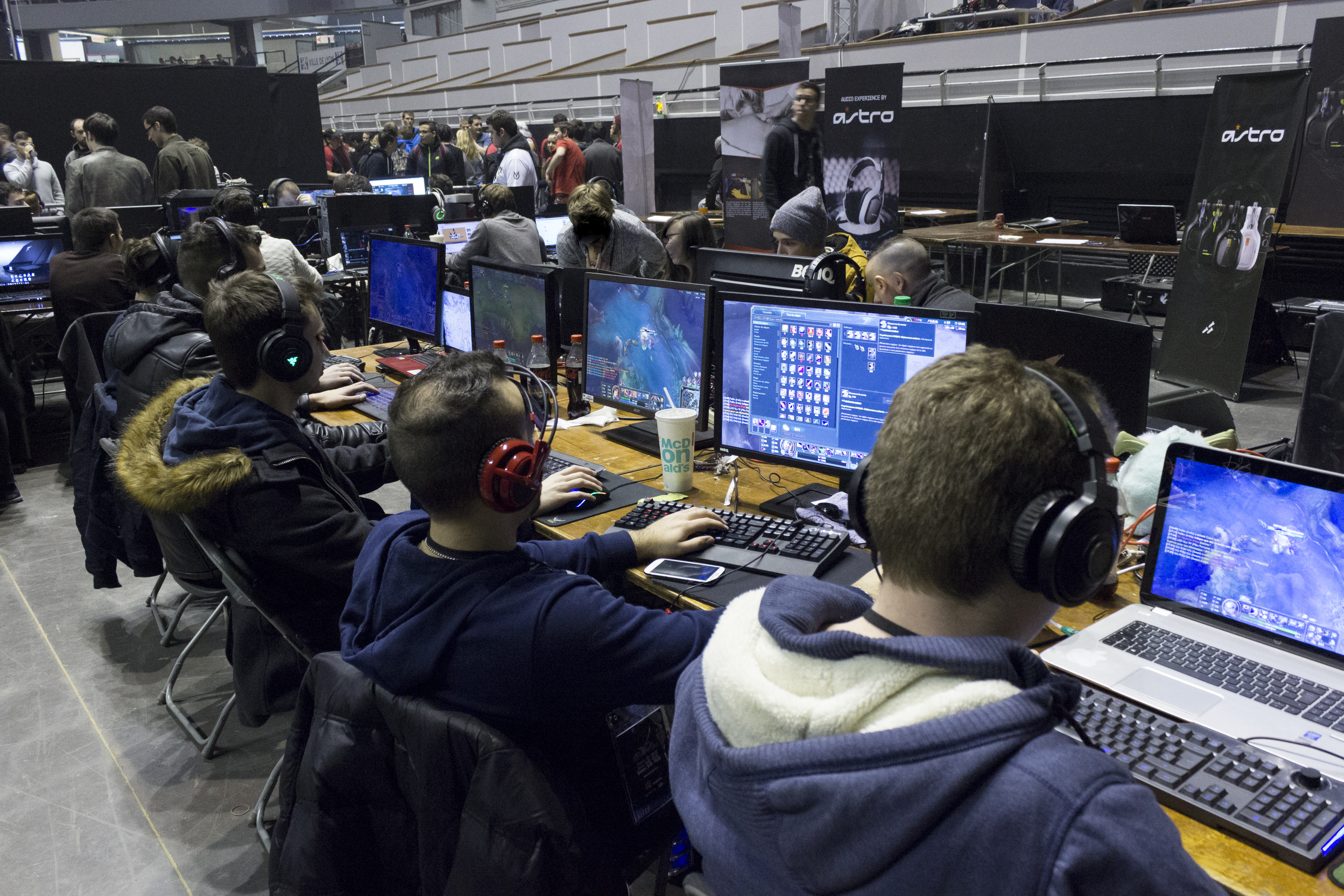
LAN Party a Lió, mostrant persones jugant a videojocs multijugador.

Un videojoc multijugador és un videojoc, en el qual poden jugar diverses persones alhora. Tot i que existeixen els modes multijugadors, en el qual els jugadors poden jugar entre ells, el joc ha de tenir jugadors artificials per augmentar-ne la rivalitat. Als jocs multijugadors, els jugadors poden competir entre ells, o bé en equip per aconseguir guanyar alguna cosa. Els enemics també poden ser altres jugadors que estan jugant alhora o jugadors artificials controlats per la CPU. Molts jocs multijugador tenen una xarxa informàtica que reuneix els jugadors que juguen alhora, encara que tots juguin des de la mateixa consola o bé des d'Internet.
Aquesta modalitat de joc sorgeix amb els propis videojocs, hagut de sobretot a la complexitat de fer oponents virtuals.
També és possible que jocs ideats per a un sol jugador, disposin d'una modalitat per a diversos jugadors, o hagin evolucionat per poder ser jugats de forma cooperativa.

## Història
Els primers exemples coneguts de jocs multijugadors en temps real van ser desenvolupats en el sistema PLATO al voltant de 1973. Alguns jocs multiusuaris inclouen Empire de 1973 i Spasim de 1974, aquest últim va ser el pioner dels videojocs de trets en primera persona.
A mitjan noranta, amb la popularització de Internet, es fa possible el joc a la xarxa connectant a gent de tot el món. Alguns dels primers jocs a oferir una modalitat multijugador van ser Doom 2, Duke Nukem o Quake.
Entre els jocs multijugador poden trobar-se diversos tipus començant pels convencionals que són adaptacions de jocs amb una temàtica ja definida com: Need For Speed, Quake, Half Life, Soldier of Fortune, Call of Duty, Battlefield, Far Cry, Halo: Combat Evolved, etc. Mentre uns altres són llançats solament per al joc en línia o amb bots (jugadors controlats per la computadora) com: Quake 3 (el primer), Counter Strike, Ricochet, Wolfenstein: Enemy Territory, etc.
En una altra categoria entren els jocs de morts per equips com: Battlefield, Quake Wars, Star Wars Battlefront, etc.
I finalment els jocs massius, tant gratuïts com no, com: League Of Legends, Lineage II, Counter Strike, Rakion, Gunbound, Soldier Front, World of Warcraft, Ragnarok Online, entre d'altres.
A mitjan any 2002 van començar a crear-se jocs "Free to Play" en els quals el joc bàsic és gratis, però es compta amb la possibilitat d'adquirir diverses millores i avantatges pagant un cert preu com per exemple Empire Strike i Virtonomics.

## Sistema únic
En els videojocs per videoconsoles, màquines arcade i ordinadors personals el multijoc implica que els jugadors puguin jugar junts utilitzant diversos controls connectats al mateix sistema de joc. Les videoconsoles sovint ofereixen l'ús de la pantalla dividida perquè cada jugador tingui una vista individual de l'acció (característica important per als jocs de tret en primera persona), encara que la majoria dels videojocs arcade i alguns jocs de videoconsola (des de Pong fins a Super Smash Bros. Brawl) utilitzen una àrea única en la pantalla per a tots els jugadors.
En els sistemes únics es poden tenir les següents maneres de multijoc:

### Hot seat
Hot seat (literalment «seient calent») aquesta modalitat s'usa en els videojocs per torns, jugant en un mateix suport varis jugadors un torn cadascun (per exemple: Silent Storm). El nom de "seient calent" va iniciar com una referència quan un jugador d'un videojoc d'ordinador personal intercanviava el seient amb un altre cada vegada que el jugador moria.

### Simultani
Simultani en un mateix suport amb un control assignat a cada jugador els mateixos participen de la partida al mateix temps (per exemple: Team Budies).

### Pantalla dividida
Pantalla dividida variant de l'anterior, en un mateix suport dos o més jugadors juguen al mateix temps, però la pantalla es divideix en dues o més parts de manera que existeix independència de les accions entre els usuaris pel que fa a moure's pels escenaris del videojoc (per exemple: Gran Turisme 2 o Mario Kart 64).
No obstant això, l'any 2011 es va presentar una nova tecnologia que deixaria de costat l'eterna discussió i problemàtica de la pantalla compartida en jugar 2 persones en una mateixa pantalla. Aquesta tecnologia coneguda com a Dual Vision utilitza les característiques d'un televisor 3D i, en comptes d'utilitzar 2 imatges superposades i desfasades amb un parpelleig d'alta freqüència perquè l'ull percebi una imatge estereoscòpica, es superposen 2 imatges diferents (corresponent a cada jugador) i utilitzant l'alta freqüència de parpelleig, cada jugador percep per les seves ulleres una imatge diferent (cada port de Dual Vision és diferent a les ulleres 3D i estan dissenyades per percebre una sola imatge de les dues que es superposen).

## Sistemes en xarxa
En videojocs de computadora actuals, la paraula multijugador implica que els participants poden jugar junts a través de la connexió entre ells per mitjà d'una xarxa, ja sigui una xarxa d'àrea local o el Internet. El primer videojoc popular a utilitzar un sistema en xarxa va ser Spectre el 1991 pel Apple Macintosh, amb l'ajuda de AppleTalk es podien connectar fins a vuit jugadors. La popularitat de Spectre era en part atribuïda al fet que el nom del jugador es desplegava per sobre del seu vehicle. Aquest va ser seguit per Doom el 1993, quan la primera versió del joc permetia fins a quatre jugadors simultanis. cal esmentar que els jugadors que fan trampes el joc Online són expulsats dels servidors que usen mètodes anti-trampes.
Els sistemes en xarxa pot classificar-se en els següents tipus:

### Xarxa local
Xarxa local mitjançant 2 o més dispositius connectats de forma local mitjançant una xarxa d'àrea local (per exemple: The Legend of Zelda: Four Swords).

### En línia
En línia similar a l'anterior però usant una xarxa global (Internet) (per exemple: Empire Strike o Halo Custom Edition).

### Per correu electrònic
PBEM (Play By Mail, jugar per correu electrònic), modalitat similar al hot seat, però els jugadors sincronitzen els seus torns per mitjà de correus electrònics, o algun lloc comú on deixar la partida en curs (per exemple: Combat Mission).
La majoria d'aquests envien la confirmació al correu electrònic per finalitats de seguretat.